# 吉村家

吉村家のラーメン

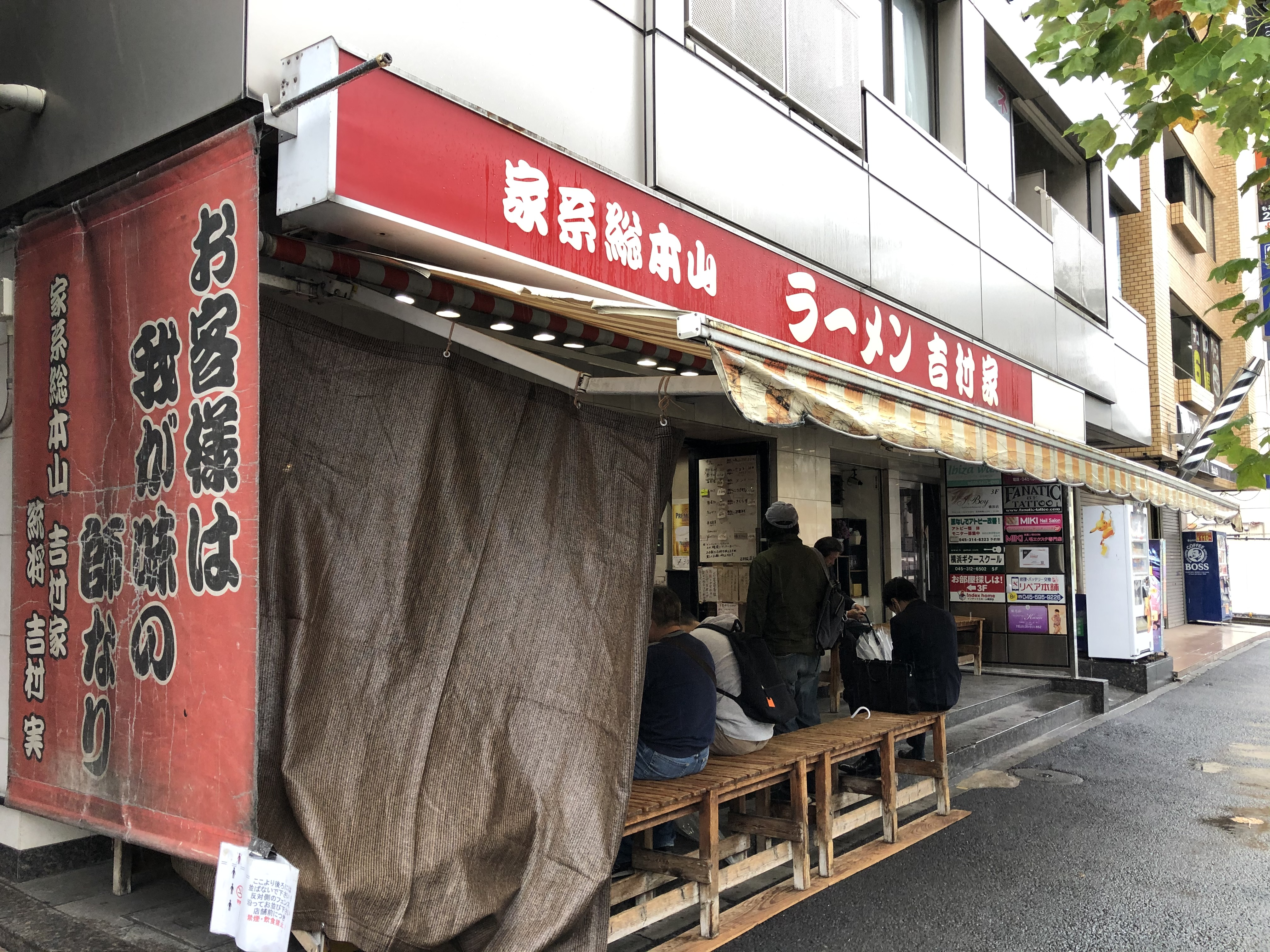
1999年から2023年までの、南幸にあった店舗

吉村家（よしむらや）は、神奈川県横浜市西区岡野にあるラーメン店。吉村実（）が1974年（昭和49年）に創業した。提供するラーメンは豚骨醤油スープで極太ストレート麺。日本全国に約1000店あると推計される家系ラーメンの起源・元祖であり、総本山と呼ばれる。
家系ラーメンには、吉村家から正式に暖簾分けされた直系店舗のほか、暖簾分けされた店からの暖簾分け、さらに独自に模倣または参考にした「インスパイア系」の店も存在する。

## 概要
吉村家創業者である吉村実は1948年（昭和23年）6月に山形県で生まれ、横浜市で育った。ラーメン店開業前は長距離トラックの運転手として主に関東〜九州間での配送を担当しており、九州では豚骨ラーメンを、関東では鶏ガラ醤油ラーメンをよく食べていた。そして、ふとしたある日、「九州の豚骨ラーメンと関東の鶏ガラ醤油ラーメンをブレンドしたラーメンを出してみてはどうだろうか？」と思いついた。そこで、ラーメン店の創業を決意し、京浜トラックターミナルにあったラーメンショップで半年間働きノウハウを身につけた。
1974年（昭和49年）9月、横浜市磯子区杉田の新杉田駅付近、国道16号に並行する磯子産業道路沿いにラーメン店「吉村家」を開店した。約10坪の店で、家賃は月8万円。「貧乏人と金持ちに平等なのは時間だけ」と考え、他人の倍働こうと決意して1日18時間仕事をして、家に帰らず店にゴザを敷いて寝た。やがて行列ができる人気店となり、25年経った1999年（平成11年）9月に横浜市西区南幸（横浜駅西口）に移転した。
2023年（令和5年）3月に横浜市西区岡野の自社ビルに移転。移転のきっかけは、旧店舗の賃貸契約（25年契約）が切れ、契約更新に当たって「従来の3倍の賃料」を提示されたことだといい、ちょうど同時期に新型コロナ禍の影響で近隣の土地が売却される話があったため、その土地を購入して移転することを決めた。
麺は酒井製麺の太麺を使用し、分厚くスライスしたチャーシュー、丼からはみ出すほどの大きな海苔3枚、鶏脂を使うことによる幾分黄色いスープ、青み野菜の具として乗せられるホウレンソウが特徴。供される醤油豚骨スープには、1日分として豚骨1トン、鶏ガラ500羽分が使用されている。焼豚の使用量は1日50キログラム以上。
メニューは、ラーメンとトッピング各種のみであるが、麺の固さ、スープの脂の量、味の濃さを客が自由に指定できることに加え、テーブルの上にニンニク、豆板醤、コショウといった調味料が置かれており、客が好みに合わせて使用できるなど、選択肢の豊富さが特徴となっている。
1日に約1500杯のラーメンを売り上げる。人気店となって長いが、吉村は「（入店待ちの行列が）いつ消えるのが怖い」とインタビューで語っている。吉村家を経営する傍ら、不動産取引と株式取引で失敗して会社を二つ潰したが、ラーメンのおかげで立ち直れたと振り返っている。

## 「弟子」取りと直系店舗
吉村家ホームページ、または吉村家店頭にも「弟子入り募集」の告知がなされている。吉村によると、2020年代初頭までに300人以上が弟子入りしており、中学校を正式に卒業できなかった者や、東京大学出身者のようなエリートもいた。中には元サラリーマンだったものの、リストラに遭い巨額の借金を抱えた者や、過去に犯罪を起こして道を一度踏み外して真面目になろうと決心した人間もいる。
吉村は元祖、そして日本一の家系ラーメンであり続けるために、ラーメン一杯に対する情熱が非常に熱く、例え材料の仕入れ値が高くなっても決して「妥協」という言葉は許さず、常に「最高の一杯」を作ろうと考えていた。
そのため、厨房にいた頃は弟子達がたとえ男性であろうと女性であろうと一切容赦はせず、常に激しい口調で、そして時には手を出すこともあり、非常に厳しく弟子達を指導していた。
直系店舗は単に吉村家にて修行して独立しただけでは認められず、独立後に大行列ができるほどの人気店に、そして立派に経営ができている店舗のみが認められる。もちろん、調理時の手順や作法、材料まで吉村家と100%完璧な店舗しか直系店舗を名乗ることが許されない。
修行を経て暖簾分けを許された直系店舗は以下の通り。

### 直系店舗
- 吉村家（神奈川県横浜市西区岡野） ：1974年（昭和49年）9月開業。店主は吉村実の長男、吉村 政和（よしむら まさかず）。家系ラーメン発祥のお店ではあるが、現在は息子の吉村政和が店主、そして家系ラーメンの生みの親である父の吉村実が会長という立場であるため（要は今は吉村実本人ではなく、息子が厨房に立っているため）、原点でありながらも改めて息子自身が厳しい修行を経て「家系皆伝」の称号を獲得した。
- 杉田家（神奈川県横浜市磯子区新杉田町）：1999年（平成11年）9月開業。店主は津村 進（つむら すすむ）。吉村実の一番弟子で、杉田に店舗があった頃の吉村家で修行をした後に独立した。吉村家直系1号店[7]。2011年（平成13年）1月に津村の出身地でもある千葉県千葉市に杉田家千葉裕光店を、2022年（令和4年）3月に同じく千葉市に杉田家千葉駅前店を出店した（千葉裕光店、千葉駅前店の店主は津村 進の長男である津村 文博〈つむら ふみひろ〉と長女の津村 裕里〈つむら ゆり〉)。
- はじめ家（富山県魚津市吉島）：2001年（平成13年）3月開業。店主は小沢 肇（おざわ はじめ）。
- 高松家（香川県高松市屋島西町）：2005年（平成17年）9月開業。
- 厚木家（神奈川県厚木市妻田東) ：2005年（平成17年）11月開業。店主は吉村実の次男、吉村 政紀（よしむら まさのり）。
- 上越家（新潟県上越市下源入）：2009年（平成21年）7月開業。店主は石平 哲也（いしひら てつや）。

- 末廣家（神奈川県横浜市神奈川区六角橋）：2013年（平成25年）7月開業。店主は末廣 良信（すえひろ よしのぶ）。
- 環2家（神奈川県横浜市港南区下永谷）：2015年（平成27年）8月に一時閉店後、再開時に経営者が変わったためはずれていたが、2021年（令和3年）5月に直系店舗へ昇格[8]。直系店昇格前の同年3月31日には、東京都大田区蒲田に2号店がオープンした。
- 内田家（福岡県福岡市博多区博多駅前）：2020年（令和2年）4月開業。店主は内田 陽介（うちだ ようすけ）。吉村家直系では最新店。

直系店の店舗やカウンターには吉村実から手渡された「家系皆伝」の称号を示す証書が飾られている。

#### 過去の直系店舗
以前に吉村家の直系であった店舗を記す。
- まつり家（神奈川県藤沢市）：2015年（平成27年）11月閉店。現在[いつ?]は店舗を弟子に譲渡し、「藤澤家」としてリニューアルして営業している。
- 横横家（横浜市金沢区六浦）：2015年（平成27年）7月閉店。
- 王道家：自家製麺の使用に伴い直系を離れた。創業時は千葉県柏市で開業、2017年（平成29年）7月に茨城県取手市へ移転、2019年（令和元年）10月に再び千葉県柏市にて移転開業。なお取手市の旧店舗は「王道家本店」として現在[いつ?]も営業している。その後は王道家グループとして、「青森野呂家」「王道いしい」「近江道家」「我道家」などを出店。